# 225 Отдельный штурмовой полк
225-й отдельный штурмовой полк (225 ОШП) — военное формирование Вооружённых сил Украины численностью в полк.

## История
Батальон находился в составе 127-й бригады Харьковской теробороны, созданной в марте 2022 года. После освобождения Харькова, часть бригады выдвинулась на Донецк и воевала на Бахмутском направлении. Отбыв несколько месяцев в Бахмуте, 225-й батальон перешел в подчинение сухопутных войск в качестве отдельного штурмового. В нем служили преимущественно жители разных районов Харькова и области.
В феврале 2024 года батальон оборонял "Дорогу жизни" под Ласточкино.
В мае 2024 года батальон захватил российский современный танк Т-90М «Прорыв-3».
9 июля 2024 года стало известно, что бойцы 225-го отдельного штурмового батальона и 223-го батальона морской пехоты вышли из 70-дневного окружения на направлении Часова Яра.
В июле 2024 батальон расширил личный состав.
В начале августа 2024 года стало известно, что батальон участвует в боях в Курской области и вошел на территорию области 6 августа 2024. По словам Александра Коваленко, подразделения батальона с первых дней операции отвечали за прорыв российской обороны и максимально глубокое вклинивание в Курскую область РФ.
В первые дни наступления батальон взял под свой контроль деревню Дарьино.
11 августа батальон взял в плен группу из примерно 8 человек, предположительно из командного пункта 18-го мотострелкового батальона 488-го мотострелкового полка 144-й мотострелковой дивизии.
13 августа подразделение Черный лебедь взяло под свой контроль населенный пункт Любимовка Курской области и разбило подразделение "кадыровцев".
15 августа батальон заявил, что продолжает наступление в Курской области, и опубликовал видео со взятием россиян в плен. 17 августа батальон опубликовал видеообращение одного из пленных, командира роты, с его просьбой обменять его на пленных азовцев, защитников Мариуполя.
27 августа батальон взял в плен одного кадыровца и одного темнокожего командира гранатомётного расчёта.
9 сентября батальон опубликовал видео с ещё одним пленным в Курской области.
25 сентября российские пропагандисты на телевидении назвали батальон элитным и оснащённым «лучшей западной техникой».
По оценке Олександра Коваленка, 225-й батальон был одним из основных штурмовых подразделений Курской операции.
4 февраля 2025 года 225-й штурмовой батальон был переформирован в 225-й отдельный штурмовой полк.
18 марта полк сообщил о захвате редкого БТР-Д силами белорусского подразделения «Тур»
С июня 2025 полк принимает участие в боях в сумской области
14 июня силами полка было освобожденно село Андреевка
18 июня в телеграм канале полка заявили о ликвидации силами 1 штурмового батальона «Черный Лебедь» в ходе штурма командира мотострелкового батальона 30 МСП ВС РФ майора Андрея Ярцева, а так же показали его военный билет. На российском интернет издании сообщалось что информация о смерти майора являеться фейком ссылаясь на пост телеграмм канала "Беларусский силовик",позже пост был удален,а иных доказательств того что комбат выжил не было представленно
25 июня стало известно об освобождении села Кондратовка бойцами 2-ого штурмового батальона «Aliance Divizion»

## Состав
- 1-й Штурмовой батальон «Черный Лебедь»[22]
- 2-й Штрумовой батальон «Aliance Divizion»[26]
- Батальон специального назначения «Шквал»
- Батальон беспилотных апаратных комплексов «Pentagon»
- Штурмовая группа «Morok»
- Беларусская танковая рота «Тур»[19]

## Командование
Капитан Ширяев Олег Викторович "Сирко"

## Вооружение
- Пулемёты М249[28]
- Marder 1А3[29]
- 15 машин Козак-2м1[29]
- 25 бронемашин Козак-5[29]
- М2А3 Bradley[30]
- Танки Т-72[31]